# 유즈키 카나메
유즈키 카나메(柚木 かなめ, 1976년 4월 29일 ~ ) 또는 유즈키 가나메는 일본의 성우이다. 주로 성인 게임에서 활동하는 성우이다.

## 출연작

### 게임
2002년
- CRAVE×10(미카미 토와)
- STAIRS ~여름의 조금 앞~(미야시로 아야노)

2003년
- Maple Colors(진구지 유메코)

2004년
- 이즈모2(히미코)
- KYRIE ~BLOOD ROYAL3~(에레나 그랜져, 로이 헨릭)
- VANQUISH(텔트)

2005년
- AYAKASHI(하나이 노리코)
- 아야카시비토(아라이 미우)
- School Days(사이온지 세카이)
- 메이플 컬러즈 ~결전은 학원제~(연극부 부부장)
- 꿈을 꾸는 약(시라키 아에카)

2006년
- SummerDays(사이온지 세카이)
- IZUMO2 -학원광상곡-(히미코)

2007년
- Clear(이치하라 미츠키)

2008년
- 껍질소녀(하즈키 쿄코, 사토 아유무)
- 리틀 버스터즈! 엑스터시(니시조노 미오)